# Wapen van Sivry-Rance

Het wapen van Sivry-Rance (sinds 1978).

Het wapen van Sivry-Rance is het heraldisch wapen van de gemeente Sivry-Rance in de Belgische provincie Henegouwen. Het wapen werd op 4 juli 1978 bij Koninklijk Besluit aan de fusiegemeente Sivry-Rance toegekend.

## Geschiedenis
Het in 1978 aan de in 1976 ontstane fusiegemeente Sivry-Rance (een samengaan van de gemeenten Grandrieu, Montbliart, Rance, Sautin en Sivry) toegekende wapen was identiek aan het wapen van Sivry, dat op zijn beurt weer identiek was aan het wapen van de familie Croÿ-Renty. Hierdoor is het wapen tevens identiek aan het wapen van Bever in Vlaams-Brabant.

## Blazoenering
Het wapen heeft de volgende blazoenering:

Ecartelé, aux 1 et 4 d'argent à trois fasces de gueules, aux 2 et 3 d'argent à trois doloires de gueules, les deux du chef adossées.
Gevierendeeld, 1 en 4, in zilver drie dwarsbalken van keel; 2 en 3, in zilver drie disselbijlen van keel, de twee bovenste afgewend.
— Koninklijk Besluit van 4 juli 1978.

## Verwante wapens

Wapen van Bever (België).
Wapen van Etroeungt (Frankrijk).
Voormalige wapen van Froidchapelle (België).
Wapen van Hervelinghen (Frankrijk).
Wapen van Montcornet (Frankrijk).
Wapen van Rousies (Frankrijk).